# (7263) Takayamada
(7263) Takayamada est un astéroïde de la ceinture principale.

## Description
(7263) Takayamada est un astéroïde de la ceinture principale. Il fut découvert le 21 février 1995 à Oizumi par Takao Kobayashi. Il présente une orbite caractérisée par un demi-grand axe de 2,14 UA, une excentricité de 0,11 et une inclinaison de 3,3° par rapport à l'écliptique.

## Compléments